# Barranc de les Culties
El Barranc de les Culties, és un dels barrancs del terme de la Torre de Cabdella, dins de l'antic terme de Mont-ros.
Es forma al barranc d'Enrou, a les Solanes, al nord-oest d'Antist. Des d'aquell lloc davalla cap a llevant i aviat rep per l'esquerra el barranc d'Eixert. Cap a la meitat del seu recorregut arriba al Salt de Llop, passat el qual rep per la dreta el barranc del Pico de Milà. Aflueix en el Flamisell davant, a ponent, de la Central hidroelèctrica de la Plana.